# 布埃纳文图拉·杜鲁蒂
布埃纳文图拉·杜鲁蒂（西班牙語：Buenaventura Durruti，1896年7月14日—1936年11月20日），西班牙内战期间的无政府工团主义激进分子，他還参与過全國勞工聯盟和伊比利亚无政府主义联合会等組織的活動。

## 早年
1910年，14岁的杜鲁蒂离开学校，並且成为莱昂铁路场的一位实习技工。 18岁时，他在马塔拉纳德托里奥找到了第一份工作。 後來他加入了劳动者总联盟。1923年，米格尔·普里莫·德·里维拉在西班牙夺取政权后，杜鲁蒂和其他一些人打算攻擊巴塞罗那军营和西班牙-法国边境的檢查站，但他們未能攻佔軍營，许多无政府主义者在衝突中遇害。之後杜鲁蒂等人逃往拉丁美洲，並且還洗劫了智利和阿根廷的幾家银行。

## 死亡
西班牙內戰爆發期間的1936年11月19日，他在田园之家作戰時死亡。

### 引用
1. ↑  Paz 2006，第6-9頁.
2. ↑  Paz 2006，第47-92頁.